# Foínikas
Foínikas, en grec moderne : Φοίνικα, est une ancienne municipalité du district régional de Réthymnon, en Crète, en Grèce. Depuis la réforme du gouvernement local de 2011, elle est devenue une unité municipale du dème d'Ágios Vassílios. Celle-ci a une superficie de 138 335 km2. Selon le recensement de 2011, la population de Foínikas compte 3 266 habitants.

## Source de la traduction
- (en) Cet article est partiellement ou en totalité issu de l’article de Wikipédia en anglais intitulé « Foinikas » (voir la liste des auteurs).